# معقل بن خويلد الهذلي
مَعقِل بْن خُويْلِد بْن وَائِلة بن عَمرو بن عبد ياليل السهْمِي الهُذلي ( 551 - 645 ) صحابي جليل. وشاعر وسيد هذيل في الجاهلية وأحد فُتاكها وأحد فرسان العرب في عام الفيل الذين أسروا ملوك حمير وكندة وقادهم الى اليمن ليفتدي أسرى العرب مقابلهم. ويعد من القادة الجرارين في الجاهلية الذين يقودون الف فارس في معاركهم وله معارك مع قبائل خزاعه وبنو سليم

## نسبه
- معقل بن خويلد بن وائلة (مطحل) بن عمرو بن عبد يا ليل بن مطحل بن مرمض بن حرب بن جداعة بن سهم بن معاوية بن تميم بن سعد بن هذيل بن مدركة بن الياس بن مضر بن نزار بن معد بن عدنان.[2]

ووالده هو خويلد بن وائلة سيد هذيل في عصرة فهو من بيت سيادة وشرف. ولد في وادي نخلة شمال مكة وهو القائل.
| فَقُلت همَّ قَوْم بأعناء نَخلَة |  | وأحْوالهَا فِيهم قَرارِي وَمولِدي |

## قصته مع الحبشة
كان معقل بن خويلد مع من خرج من هذيل برفقه قريش لمقابله ابرهة الحبشي حين أراد هدم الكعبة وحينها كان والده خويلد مع عبدالمطلب بن هاشم وبعد ما حدث في عام الفيل ووقوع العذاب عليهم نجى بعض جيش أبرهة من ملوك كندة وحمير والحبشة وهربوا الى جبال هذيل في مكة فخرج معقل بن خويلد ومعه من جيش من هذيل فأسروا الجنود وقتل معقل دليل أبرهة أبو رغال وأسر ملوك الحبشة الهاربين الى جبال هذيل فلقى بقية جيش ابرهة من الناجين ان لا سبيل لهم في انقاذ بقيه الجيش الا باسر العرب ليفتدوا بهم اسرى الاحباش فأسر الناجون من جيش الاحباش أسرى من العرب من نجد وكنانة وقريش وسليم. فخرج سادة كنانة الى معقل ابن خويلد وطلبوا منه ان يذهب الى اليمن ويفك اسرى كنانة والعرب. فذهب معقل ابن خويلد من مكة الى اليمن برفقه سيد بني صاهله من هذيل غافل بن صخر. ومعهم الاسرى من جيش أبرهة فنجح معقل في تحرير أسرى العرب وعاد بهم فقال أبيات من الشعر. 
ويذكر في ابياته عتبه على العرب حيث انهم لم يخرجوا معه الى اليمن والحبشة ليستردوا أبنائهم الذين تم أسرهم فكانت تلك المهمة على عاتق معقل بن خويلد وقومة هذيل. ويذكر انه وفد الى الملك النجاشي واعجب الملك بمعقل وبشجاعته فعرض عليه ان يزوجه بناته فرفض معقل وفَضل نساء قومة على نساء الملوك وقال ابيات من الشعر يتحدث فيها عن الحادثة فقال.

## نجدته
وكان معقل بن خويلد سيدا فارسا شديد الوطأة والحزم وقد عقدت بنو سليم معه حلفا ان لا يتعرض لهم بالحرب او يغزوهم. فخرج بعض بنو سليم يريدون ان يغزو بنو لحيان من هذيل وحين هموا الى الوصول الى بلاد لحيان خرج معقل بن خويلد مع الف رجل من بني سهم من هذيل ليقاتلوا مع لحيان فقالوا بنو سليم لمعقل اتريد ان تنصر بني لحيان علينا وبيننا وبينكم عهد وما قد علمتم ؟ فأجابهم معقل متعجبا منهم «وهل يسلم القوم بني عمهم أن تقصروا عنهم فنحن على حالنا عليه وأن تقاتلوهم لا نخذلهم». فانصرفت سليم وعرفوا ان معقل لن يخذل بني لحيان. وذكر ذلك في ابيات له 

## حربة في الجاهلية
وكان لمعقل في الجاهلية حروب كثيرة بينه وبين عدة قبائل منها خزاعة وذكر الراوية أبو عمرو ان معقل بن خويلد قد قتل من خزاعة عشرة رهطٍ أي انه قتل مائة رجل من خزاعة منهم المختطب الخزاعي وعامر بن أقرم الخزاعي وهم من وجهاء خزاعة آنذاك. وذكر أيضا بعد ذلك انه خرج في يوم بدالة بكتيبة من قومة الى ديار خزاعة فقتل من بني حبتر الخزاعيين أربعين وقيل خمسين رجلا. وكان في حرب دائمة ضدهم. ولم تذكر المصادر ما سبب تلك المعارك بينه وبين خزاعة. وقال عبد مناف بن ربع في يوم بدالة.
واستمرت بينهم الحروب حتى خرج معقل بن خويلد بقومة لغزو خزاعة للمرة الثالثة فوصل الى ديار خزاعة واسم ديارهم لفت فأصابها وسبى سبيا كثيرا فساقهم معقل الى ديار هذيل في الرجيع. فخرج بنو كعب من خزاعة بجمع عظيم يلحقون بمعقل وقومة وقد وضع معقل بن خويلد سلاحه. وذهب ليغتسل فهاجمتهم خزاعة وهم لا يعلمون فوجدوا معقلا فواثبهم معقل فقتل منهم ثلاثة رجال إخوة أبي صرد الخزاعي. فحاولوا قتل معقل ولم يستطيعوا فكان احدهم يمسك معقل ليثبته والأخر ليقتله فلم يقدروا على قتله فكانوا يقولون يا قوم أبتث السيوف معقلا!. فقتل معقل منهم ثلاث أبطال من خزاعة وهم انس الخزاعي وانيس الخزاعي وخذام الخزاعي وهم اخوة بن أبي صرد من خزاعة فقال في ذلك.
وكان الخزاعيين ينشدون ابياتا في تلك المعركة.
وقال معقل ابياتا في المعارك السابقة.
والتبجر هو القتل ويقصد انه قتل معظم بني حبتر من بني كعب من خزاعة.

## في الإسلام
أسلم عام الوفود وشارك في غزوه حنين. وكان بينه وبين أبو سفيان بن حرب الأموي حلفا قديما فاختصموا يوم حنين بسبب سلبه لرجل من قريش فجاء النبي محمد صلى الله عليه وسلم فقال له «يا معقل بن خويلد أتق معارضة قريش».

## أشعاره
وكان معقلا شاعرا وذكر له شعر في عدة مناسبات. ومن شعره ما قاله في بني خناعة من هذيل بعد معركتهم ضد هوازن وأسرهم لربيعة السعدي سيد بنو سعد بن بكر بن هوازن وبيعهم له في سوق العبيد في مكة فقال معقل في ذلك.
| فدى لَبنِي خُنَاعَة يَوْم لَاقوْا |  | ذُؤيبَة مَا أَرَاح ومَا اسامَا |
| ثَأرُكم قوْمكم لِمَا رأيْتم    |  | عَدُوا وَاترِين لَهُم خذامَا   |
| حَمدَت اَللَّه أنَّ أَمسَى ربيع   |  | بِدَار اَلهُون مِلْحِيا مُقَاما  |

| فعالج مَا تُعَالِج ثُمَّ حرْبًا |  | إِذَا فارقتْ غِلَّك أو سلامًا |
| فَإنَّك قد شريْتُ فَعُدت عبْدًا |  | بِمَكة حَيْث تَرتَم العظامَا  |

وقال شعرا في رثاء اخية عمرو بن خويلد.
| جوادًا إِذَا مَا النَّاس قلَّ جوادهم |  | وسيْفًا إِذَا مَا صَارِخ القوْم أَفزَعا |
| فأظْلم يَومِي بعْدمَا كان مُبْصِرا   |  | وفاضتْ دُموعي مَا ونيْن بَأَضرعَا    |
| فَقُلت لِهَذا الدَّهْر أنَّ كُنْت تَارِكي |  | لَخيْر فدع عُمْرًا وإخْوَته معًا      |

وقال مفتخرا بقومة.
| وفتيَان صِدْق مِن هُذَيل أَعزَّه |  | مَساعِير حَرْب لَيْس يَخشَى فِرارهَا |